# Drisheen
Il drisheen è un tipo di sanguinaccio insaccato prodotto in Irlanda.

## Caratteristiche e preparazione
A differenza del simile black pudding, il drisheen presenta una consistenza gelatinosa. Il drisheen è composto da una miscela di sangue che può essere di mucca, maiale e/o pecora, latte, sale e grasso. Dopo essere stato bollito e setacciato, il sanguinaccio viene cotto utilizzando l'intestino principale di un animale (in genere un maiale o pecora) come la pelle della salsiccia. La salsiccia può essere aromatizzata con erbe come il tanaceto. La ricetta del drisheen varia ampiamente da un luogo all'altro e varia a seconda del periodo dell'anno. Tale piatto è un prodotto cotto, ma di solito richiede un'ulteriore preparazione prima di essere mangiato. Il modo in cui ciò viene fatto varia da luogo a luogo. A Cork e Limerick, il drisheen viene spesso abbinato alla trippa, e la combinazione di questi due alimenti è conosciuta come "packet and tripe".

## Nella cultura di massa
Il drisheen viene menzionato in Ulisse, Finnegans Wake e Ritratto dell'artista da giovane di James Joyce. Viene anche descritto nel celebre libro di viaggi In Search of Ireland (1930) di Henry Vollam Morton.